# Lydia Baumgartner
Lydia Baumgartner (* 28. Januar 1966) ist eine Schweizer Politikerin (SP).

## Leben
Lydia Baumgartner ist diplomierte Expertin Operationstechnik und arbeitet am Inselspital in Bern. Sie ist verheiratet, hat zwei Söhne und lebt in Jegenstorf.

## Politik
Lydia Baumgartner wurde 2013 in den Gemeinderat (Exekutive) von Jegenstorf gewählt. Bei den Gemeindewahlen 2017 wurde sie in ihrem Amt bestätigt. Sie ist Vorsitzende der Kommission für soziale Anliegen sowie der Sozialkommission Region Jegenstorf und Mitglied der Kommission Regionale offene Kinder und Jugendarbeit.
2018 wurde Baumgartner in den Grossen Rat des Kantons Bern gewählt. 2022 wurde sie wiedergewählt, trat aber im gleichen Jahr von ihrem Amt zurück. Sie vertrat die sozialdemokratische Fraktion von 2018 bis 2022 in der Sicherheitskommission, der sie 2021 als Kommissionsvizepräsidentin vorstand.
Lydia Baumgartner ist Mitglied der Schulkommission des Gymnasiums Hofwil in Münchenbuchsee.